# Benedict Gregorios
Benedict Varghese Gregorios Thangalathil O.I.C. (1916 - 1994) là một Giám mục người Ấn Độ của Giáo hội Công giáo nghi lễ Syro-Malankar, trực thuộc Giáo hội Công giáo Rôma. Ông nguyên là Tổng giám mục chính tòa Tổng giáo phận Trivandrum và Chủ tịch Hội đồng các Giám mục Ấn Độ [C.B.C.I.]. Ông cũng tham dự Công đồng Vatican II đầy đủ bốn giai đoạn, với tư cách là một nghị phụ.

## Tiểu sử
Tổng giám mục Benedict Varghese Gregorios Thangalathil sinh ngày 1 tháng 2 năm 1916 tại Kallooppara, thuộc Ấn Độ. Sau quá trình tu học dài hạn tại các cơ sở chủng viện theo quy định từ phía Giáo luật, ngày 24 tháng 8 năm 1944, Phó tế Thangalathil 38 tuổi, tiến đến việc được truyền chức linh mục. Linh mục Thangalathil cũng là thành viên dòng Order of Imitation of Christ [viết tắt O.I.C.].
Sau 8 năm thực hiện các hoạt động mục vụ với tư cách là một linh mục, ngày 25 tháng 10 năm 1952, tin tức từ Tòa Thánh loan báo về sự lựa chọn của Giáo hoàng, bổ sung linh mục Benedict Varghese Gregorios Thangalathil, 36 tuổi, vào hàng ngũ các giám mục Công giáo, với vị trí được trao cho là Giám mục Phụ tá Tổng giáo phận Trivandrum, nghi lễ Syro-Malankar và danh hiệu Giám mục hiệu tòa Antarados. Lễ tấn phong cho vị giám mục tân cử được tổ chức sau đó vào ngày 29 tháng 1 năm 1953, với phần nghi thức chính yếu của việc truyền chức được cử hành cách trọng thể bởi 3 giáo sĩ cấp cao. Chủ phong cho vị tân chức là Tổng giám mục Ivanios Givergis Thomas Panikervitis, Tổng giám mục Trivandrum, nghi lễ Syro-Malankar. Hai vị còn lại với vai trò phụ phong, gồm có Giám mục Severios Giuseppe Valakuzhyil, Giám mục chính tòa Giáo phận Tiruvalla, nghi lễ Syro-Malankar và Giám mục Thomas Tharayil, Giám mục chính tòa Giáo phận Kottayam, nghi lễ Syro-Malabar.
Hai năm sau khi được tấn phong làm Giám mục phụ tá Trivandrum, ngày 27 tháng 1 năm 1954, Tòa Thánh loan báo đã quyết định chọn Giám mục Benedict Varghese Gregorios Thangalathil làm Tổng giám mục tiếp theo Tổng giáo phận Trivandrum, nghi lễ Syro-Malankar. Trong thời gian diễn ra Công đồng Vatican II, ông là một nghị phụ tham dự đầy đủ 4 giai đoạn của Công đồng, kéo dài từ 1962 - 1965.
Ngoài cách chức danh chính được bổ nhiệm từ Tòa Thánh, Tổng giám mục Thangalathil còn kiêm thêm nhiệm vụ Chủ tịch Hội đồng các Giám mục Ấn Độ [C.B.C.I.] từ năm 1988 đến năm 1989.
Ông qua đời vào ngày 10 tháng 10 năm 1994, thọ 78 tuổi.